# Kolozsvári Zenei Ősz
A Kolozsvári Zenei Ősz (Toamna Muzicală Clujeană) nemzetközi klasszikus zenei fesztivál, melyet a Transilvania Állami Filharmónia rendez meg minden évben Kolozsváron.

## Története
A Kolozsvári Zenei Ősz Románia legrégebbi klasszikus zenei fesztiválja, ugyanakkor a bukaresti George Enescu Fesztivál után a második legfontosabbnak számít az országban. 1965-ben rendezték meg először, majd ezt követően éves szintű fesztivállá nőtte ki magát, csupán két év kivételével eddig minden évben jelen volt a kolozsvári kulturális életben. 2016-ban már ötvenedik alkalommal rendezik meg, ezúttal Bartók Béla és George Enescu tiszteletére, életműveiknek állítva emléket.

## A fesztiválról
A kulturális rendezvény keretén belül hírneves román és külföldi karmesterek, zenekarok és előadók lépnek fel. Ugyanakkor a rendezvény során nem csak előadásokra kerül sor, hanem az érdeklődők számára évente lehetőség nyílik az egyéni megnyilvánulásra és különböző, pár napos továbbképzési tanfolyamok állnak a vállalkozó szelleműek rendelkezésére.
A rendezvényt több részre osztják fel a szervezők a célközösség szükségleteihez viszonyítva: kamaraestek, kortárs zeneszerzők/zeneművek, szimfonikus koncertek, emlékkoncertek.
A rendezvény elősegíti a kortárs művészek megnyilvánulását, a kortárs műveket közelebb hozza a közösséghez, de a klasszikus román és hírneves nemzetközi zeneművek is elmaradhatatlan részét képezik e zenei fesztiválnak.
A meghívottak három kontinensről érkeznek és Kolozsvár három helyszínén tartják meg előadásaikat, a Gheorghe Dima Zeneakadémia, a Farkas utcai református templom és a Diákművelődési Ház épületeiben.

## 2014-es fellépők
Ana Török, Amalia Goje, Analia Selis, Anton Tauf, Ars Nova, Aurelia Vișovan, Bigg Dimm A’Band, Christophe Alvarez, Claudio Veress, Cornel Țăranu, Cristian Hodrea, Cristina Anghelescu, Csíky Boldizsár, Arcadia vonósnégyes, Transilvan vonósnégyes, Dana Borșan, Gabriel Bebeșelea, Georgiana Fodor, Héctor López, Horia Andreescu, Iulia Isaev, Jakub Tchorzewski, Jean-Paul Penin, Julio Santillán, Napocelli, a Transilvania Állami Filharmónia kamarazenekara, Orestia, Rafael Serrallet, Răzvan Suma, Sándor Árpád, Stefan Geiger, Tiberius Simu, Tytus Miecznikowski

## 2015-ös fellépők
Gonzalo Simonetti, Kruno Levačíć, Lasse Thorensen, Alexandra Paulmichl, Cristian Hodrea, Cristian Mandeal, Arcadia vonósnégyes, Transilvan vonósnégyes, Daniel Cohen, Jan Stulen, Michael Barenboim, Mihaela Maxim, Mihaela Tomi, Mihai Ungureanu, Nicolas Simion, Miklós Noémi, Óliver Díaz, Răzvan Suma, Remus Azoiței, Ruben Mureșan, Silvia Sbârciu, Sorin Romanescu, Tel Aviv Baroque Ensemble, Enescu trió, Vinciu Moroianu, Canticum Novum kórus